# Nel Wambach
Neeltje "Nel" Wambach (Róterdam, 9 de mayo de 1938) es una ex gimnasta artística de los Países Bajos. Compitió en los Juegos Olímpicos de Roma 1960 en todos los eventos de gimnasia artística con el mejor logro del puesto 14 en el equipo general.
Ganó una medalla de bronce en los campeonatos nacionales de 1959.